# Калдейра, Кен
Кен Калдейра (Ken Caldeira; род. 1960) — американский учёный, климатолог, исследователь эволюции климата и глобального углеродного цикла, также занимается биогеохимией моря и химической океанографией, в частности подкислением океана, энергетическими технологиями и геоинженерией. Считается, что именно он ввёл термин "закисление океана". Доктор философии (1991), сотрудник Института Карнеги (с 2005), профессор Стэнфорда, фелло Американского геофизического союза (2010). С 1995 по 2005 год сотрудничал в Ливерморской национальной лаборатории, в которой в 2004 году отмечен высшим её отличием — стипендией имени Эдварда Теллера (Edward Teller Fellowship). До того состоял постдоком там же (1993—1995) и в Университете штата Пенсильвания (1991—1993). Выпускник Ратгерского колледжа (бакалавр философии, 1978), на кафедре прикладной науки в Нью-Йоркском университете получил степени магистра (1988) и доктора философии (1991) по атмосферным наукам. В годы докторантуры занимался в Ленинграде у Михаила Будыко. Вырос в пригороде Нью-Йорка.
Ведущий автор IPCC Fifth Assessment Report.
Публиковался в Nature и Science. Среди его соавторов Nathan Myhrvold и Kate Marvel.
Его привечает Билл Гейтс.
В 2013 году топ-климатологи Калдейра, Эмануель, Хансен и Уигли обратились через СМИ к руководителям крупнейших держав с призывом поддержать развитие более безопасных ядерно-энергетических технологий и отказаться от неприятия атомной энергетики.
Женился в 1991 году.

## Награды и отличия
- Нобелевская премия мира 2007 года в составе МГЭИК[9]
- Roger Revelle Commemorative Lecture, Ocean Studies Board (2007)[10]
- Назван в числе Rolling Stone's 100 Agents of Change (2009)[11]
- Norbert Gerbier-Mumm International Award (2014)
- IOC Roger Revelle Medal (2016)[12]
- Лекция имени Карла Сагана Американского геофизического союза (2018)[13]